# Castle of Heroes
Castle of Heroes est un jeu de fantasy en ligne massivement multijoueurs de stratégie par navigateur développé par les développeurs chinois Suzhou Snail Electronic Co. Ltd (Snail Games) et publié aux États-Unis par sa division américaine, Snail Games USA. En Europe, le jeu est publié par gPotato Europe, le portail de jeux en ligne de Gala Networks Europe.

## Système de jeu
Au début du jeu, les joueurs ont le choix de la race qu’ils souhaitent incarner. Le choix s’effectue entre Humains, Elfes, Orques et Morts-Vivants. Chaque race possède ses propres caractéristiques dès le début du jeu ; par exemple, les humains ont des unités de mêlée dès le début, ou encore, les unités des Morts-Vivants sont plus faciles à former que les autres races. D’autres caractéristiques propres à chaque race sont à découvrir au cours du jeu.
Après avoir choisi et nommé un personnage principal, les joueurs peuvent compléter un tutoriel pour se familiariser avec le jeu. Le joueur est guidé dans la réalisation des tâches du tutoriel, ce qui lui permettra de reproduire les mêmes étapes une fois le tutoriel complété. À la fin du tutoriel, les joueurs commencent avec quelques troupes de bases commandées par un Héros bleu.
Les joueurs commenceront le jeu avec le château principal de la race choisie au départ, mais par la suite, ils auront la possibilité de capturer des châteaux appartenant aux autres races du jeu. Au départ dans le château principal, il n’y a qu’un Bastion. Les joueurs doivent d’abord construire plus de bâtiments dans le château pour pouvoir recruter des troupes et d’autres Héros, apprendre des compétences et des sorts, augmenter la quantité de stockage des ressources et défendre le château des attaques ennemies. Chaque bâtiment peut être augmenté jusqu’au niveau 10, et requiert de plus en plus de temps pour sa construction selon le niveau à atteindre. Les joueurs auront besoin de 5 ressources principales pour construire bâtiments et recruter des unités de combat : de l’Or, du Bois, du Minerai, du Soufre et du Cristal. Ces ressources seront naturellement générées par les châteaux des joueurs ; la production de ces ressources peut aussi être augmentée en capturant des mines ou en pillant les ressources d’autres joueurs.
Les actions réalisées par vos Héros requièrent des Points d’Action (PA). Les Points d’Action se régénèrent à hauteur de 10 % du nombre de PA maximum par heure. Les actions des joueurs, comme recruter des troupes, augmenter le niveau des bâtiments et combattre des ennemis leur permettront de gagner des points de Renommée, qui est utilisée pour établir un classement des joueurs. En atteignant un certain nombre de points de Renommée, les joueurs verront le nombre de leurs PA augmenter ainsi que la vitesse de régénération de ces mêmes PA.
Castle of Heroes est un MMORPG, et chaque serveur peut accueillir jusqu’à plusieurs milliers de joueurs en même temps. Comme la plupart des MMORPGs, Castle of Heroes est un monde varié et complexe à découvrir.

## Combat
Les combats sont les activités principales de Castle of Heroes, et ce qui met principalement en valeur le gameplay du jeu. Les joueurs devront affronter des monstres PNJ afin de gagner des objets ainsi que de l’expérience pour leurs Héros, afin d’être assez fort pour capturer de nouveaux châteaux et mines, ou tout simplement pour attaquer ou se défendre contre les autres joueurs. Les joueurs attribueront des unités de combat à chacun de leur Héros avant de les envoyer au combat contre des PNJ, des joueurs ou encore des objets à trouver sur la Carte du Monde. Plus les Héros sont puissants, plus les troupes commandés seront motivés au combat, et donc, également plus puissantes ! Les joueurs pourront équiper leurs Héros de divers items afin d’améliorer leurs statistiques ainsi que leur attribuer des sorts à utiliser en combat pour venir en aide à leurs troupes.
Les joueurs auront le choix entre laisser l’IA contrôler le combat ou alors commander leurs troupes personnellement. Un joueur pourra rejoindre ou quitter une bataille à tout moment. Une fois que le combat a commencé, il y aura une attente de 20 secondes pour laisser le choix aux joueurs de commander ou non le combat. Après ces 20 secondes, les joueurs auront 3 minutes pour se défaire de leurs ennemis. Tous les joueurs auront 4 commandes au combat : Attaquer, Se retirer, Se concentrer et Standby. Les joueurs pourront aussi utiliser et profiter des sorts et autres compétences acquises et équipés au Héros de la bataille.
Selon l’adversaire combattu, le Héros gagnera des points d’Expérience ainsi que des ressources ou des équipements. Si votre Héros perd une bataille, il sera renvoyé dans votre Château principal. 60-80 % des unités perdues au combat seront renvoyées dans votre Infirmerie (situé dans le bâtiment Arène de votre Château principal) et pourront être soignés et ressuscités contre une certaine somme d’Or.

## Objectifs de jeu
Les objectifs de jeu dépendent du joueur. Certains joueurs se battront pour avoir la meilleure Renommée du serveur, d’autres essaieront d’avoir l’armée la plus impressionnante ou d’autres encore, se vanteront d’avoir anéanti le plus grand nombre d’ennemis. D’autres joueurs se battront tout simplement pour être le meilleur dans le classement de l’Arène, en défiant constamment les autres joueurs du serveur. Il y a aussi ceux qui essaieront d’obtenir un Héros assez fort pour battre les différents niveaux de la Tour de Babel, et enfin, ceux qui rejoignent des Guildes et qui espèrent asseoir leur domination sur le serveur en contrôlant les différents Capitols du Monde ! Tout dépendra du joueur !

## Guildes
Castle of Heroes encourage la coopération entre joueurs en leur permettant de créer/rejoinder des Guildes. Chaque Guilde commencera au niveau un, et augmentera des niveaux au fur et à mesure que la Renommée de ses membres augmentera. Les Guildes s’efforcent de prendre le contrôle des différents Capitoles présents sur le serveur de jeu et de les défendre contre les Guildes adverses. L’importance des guerres de Guildes dans Castle of Heroes ainsi que le sentiment de fierté lié à la représentation de sa Guilde au combat, à la défense de ses camarades de Guilde, ou encore, au contrôle des différents bâtiments crée un fort esprit de communauté dans le jeu!

## Tour de Babel
La Tour de Babel est un bâtiment du monde que tous les joueurs peuvent visiter une fois par jour. Cette Tour a été introduite dans Castle of Heroes avec l’extension du jeu Tour de Babel.
Pour battre la Tour de Babel, les joueurs ayant un Héros de niveau 30 ou plus devront se mesurer aux 40 niveaux de la Tour. Une tâche qui ne s’annonce pas facile mais qui récompense le Héros avec beaucoup d’Expérience et des équipements rares et puissants tous les 10 niveaux. Les joueurs rencontreront des ennemis plus nombreux et plus puissants à chaque combat ; chaque niveau sera donc plus dur que le précédent. Après avoir terminé un niveau, le joueur a le choix entre continuer les combats de la Tour de Babel ou quitter la Tour avant qu’il ne soit trop tard. En effet, si un joueur est vaincu, il perdra toute l’expérience et tous les objets qu’il aura gagnés jusque-là dans cette terrible Tour de Babel.

## Récompenses
2009 Castle of Heroes a reçu le Jing Ling award pour “le meilleur jeu en ligne” en Chine.
- Thirteen1.com: Score 12/13
- Onrpg.com Score 8.0/10
- Gamerzines.com "L’un des meilleurs jeux Flash de stratégie du marché…"
- Ben Biggs: Castle Of Heroes. Pour Total PC Gaming #30/2010, p. 68.

## Liens
- Site officiel de Castle of Heroes sur gPotato.eu
- Site officiel de Heroes of Gaia
- Castle of Heroes Wiki